# Mendes (ort i Brasilien, Rio de Janeiro, Mendes)
Mendes är en ort i Brasilien.   Den ligger i kommunen Mendes och delstaten Rio de Janeiro, i den sydöstra delen av landet, 900 km sydost om huvudstaden Brasília. Mendes ligger 419 meter över havet och antalet invånare är 17 308.
Terrängen runt Mendes är kuperad österut, men västerut är den platt. Runt Mendes är det ganska tätbefolkat, med 166 invånare per kvadratkilometer.. Närmaste större samhälle är Barra do Piraí, 11,4 km nordväst om Mendes.
I omgivningarna runt Mendes växer i huvudsak städsegrön lövskog.